# Mistrzostwa Polski w Biathlonie na Nartorolkach 2023
Mistrzostwa Polski w biathlonie na nartorolkach 2023 odbyły się w Dusznikach-Zdroju na obiekcie Centralnego Ośrodka Sportu w dniach 19 - 20 sierpnia 2023 roku. O tytuł mistrza Polski biathloniści rywalizowali w dwóch konkurencjach – sprincie i biegu pościgowym.

## Terminarz i medaliści
| Data       | Konkurencja             | Złoto                               | Srebro                                 | Brąz                                      |
| 19.08.2023 | Sprint mężczyzn         | Wojciech Skorusa BKS WP Kościelisko | Kacper Guńka BKS WP Kościelisko        | Konrad Badacz MKS Karkonosze Jelenia Góra |
| 19.08.2023 | Sprint kobiet           | Daria Gembicka UKS Lider Katowice   | Natalia Sidorowicz AZS AWF Katowice    | Kamila Cichoń IKN Górnik Iwonicz-Zdrój    |
| 20.08.2023 | Bieg pośćigowy mężczyzn | Kacper Guńka BKS WP Kościelisko     | Jan Guńka BKS WP Kościelisko           | Tomasz Jakieła BKS WP Kościelisko         |
| 20.08.2023 | Bieg pościgowy kobiet   | Anna Mąka BKS WP Kościelisko        | Kamila Cichoń IKN Górnik Iwonicz-Zdrój | Joanna Jakieła BKS WP Kościelisko         |